# Johann Puch
Johann Puch (slovenska Janez Puh), född 27 juni 1862 i Sakušak utanför Pettau, Untersteiermark, Österrike, idag Slovenien; död 19 juli 1914 i Zagreb, österrikisk-slovensk ingenjör och företagsledare, grundare av Puch-Werke
Johann Puch flyttade 1880 till Graz för att göra sin militärtjänst. I Graz startades han 1889 upp sin verkstad där han började tillverka cyklar. Framgångar ledde till grundandet av  J. Puch – Erste steiermärkische Fahrrad-Fabriks-AG 1899.  Företaget breddade sin produktion till motorcyklar och bilar. Efter Puchs död 1914 gick företaget 1934 upp i Steyr-Daimler-Puch . Bolaget hade stora framgångar som tillverkare av mopeder, cyklar och mindre bilar. Bolaget har senare styckats upp genom olika fusioner och utförsäljningar.